# Konrad Sturmhoefel
Konrad Hugo Sturmhoefel (* 3. Januar 1858 in Freiberg; † 21. September 1916 in Leipzig) war ein deutscher Historiker und Pädagoge.

## Leben
Sturmhoefel besuchte zunächst die Bürgerschule zu Freiberg und das Winklersche Privatinstitut. Sein Abitur legte er am Gymnasium Albertinum ab.
Ab 1877 studierte er Geschichte bei Wilhelm Arndt, Carl von Noorden und Georg Voigt sowie Klassische Philologie bei Friedrich August Eckstein, Justus Hermann Lipsius, Ludwig Lange und Otto Ribbeck an der Universität Leipzig. Im Jahr 1881 erwarb er das Staatsexamen. Bis 1884 hielt er sich in Hartford, Connecticut auf und wurde anschließend als Hilfslehrer (ab 1886 Oberlehrer) an der Thomasschule zu Leipzig angestellt. Dort wurde er später zum Professor ernannt.
Im Jahr 1888 wurde er mit der Dissertation Gerhoh von Reichersberg. Über die Sittenzustände der zeitgenössischen Geistlichkeit zum Dr. phil. promoviert und arbeitete fortan als Dozent an der Leipziger Universität. Er forschte zur sächsischen (insbesondere der Wettiner) und deutschen Geschichte. Sturmhoefel bearbeitete mehrere Bände von Spamer’s Illustrierter Weltgeschichte neu und führte sie mit dem Historiker Otto Kaemmel bis zur Gegenwart fort. Außerdem verfasste er den biografischen Artikel über den sächsisch-österreichischen Diplomaten Karl Friedrich Vitzthum von Eckstädt in der Allgemeinen Deutschen Biographie (ADB).
Sturmhoefel war Träger des sächsischen Kriegsverdienstkreuzes. Zur Enthüllung des Leipziger Bismarckdenkmals (erbaut von Carl Seffner) vor dem Neuen Rathaus, anlässlich Bismarcks 100. Geburtstags am 1. April 1915, hielt er die Festrede.
Sturmhoefel starb 1916 und wurde auf dem Neuen Johannisfriedhof beigesetzt.

## Schriften

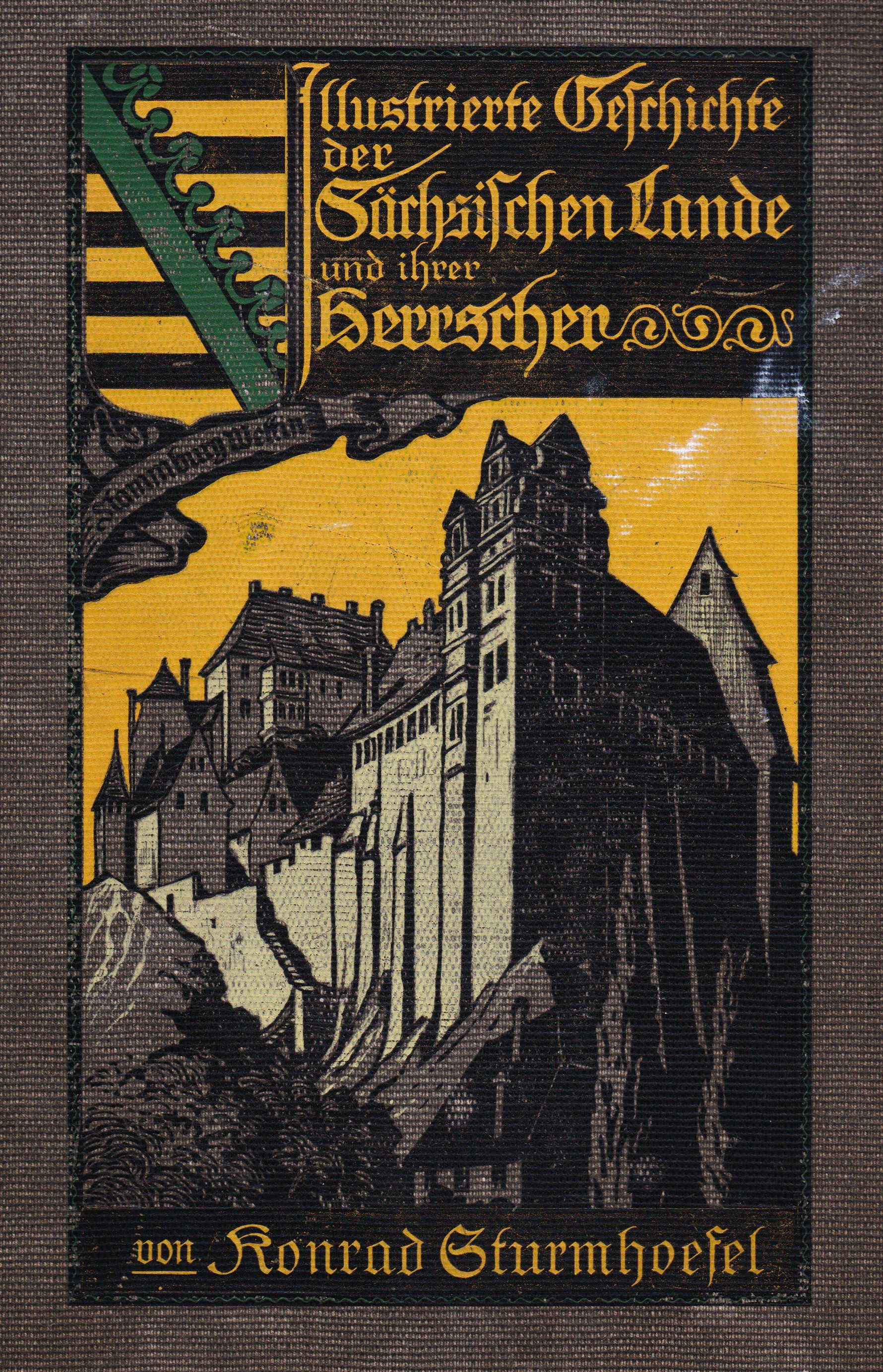
Cover der Illustrierten Geschichte der Sächsischen Lande Band 2 Abteilung 1

- Der geschichtliche Inhalt von Gerhohs von Reichersberg I. Buche über die Erforschung des Antichrists. A. Edelmann, Leipzig 1887. (= Abhandlung zu dem Jahresbericht der Thomasschule zu Leipzig 1887/88)
- Gerhoh von Reichersberg. Über die Sittenzustände der zeitgenössischen Geistlichkeit. A. Edelmann, Leipzig 1888. (zugleich Dissertation, Universität Leipzig, 1988).
- Französische Königsgeschichten aus der Bourbonenzeit. Erzählt von Konrad Sturmhoefel. Mit 42 Holzschnitten nach Zeichnungen von A. de Neuville u. a. Otto Spamer, Leipzig 1892. (2. Auflage,  1899)
- König Albert von Sachsen. Ein Lebensbild. Mit 14 urkundtreuen Abbildungen. R. Voigtländer, Leipzig 1898. (= Biografische Volksbücher Nr. 1/4)
- Illustrierte Geschichte der sächsischen Lande und ihrer Herrscher. 2 Bände, Hübel & Denck, Leipzig 1898/1909.
  - Band 1: Illustrierte Geschichte der Meißnischen und Thüringischen Lande mit besonderer Berücksichtigung der Kulturgeschichte.
    - Abteilung 1: Von den Anfängen bis zum Tode Friedrichs des Strengen (1381).
    - Abteilung 2: Von 1382 bis zum Übergange der Kurwürde an die Albertiner (1547).

  - Band 2: Illustrierte Geschichte des Albertinischen Sachsen.
    - Abteilung 1: Von 1500 bis 1815.
    - Abteilung 2: Von 1815 bis 1904.
- Wie wurde Sachsen ein Königreich? Vortrag (Hochschulvorträge für Jedermann, Heft 33), Seele, Leipzig 1904.
- Deutsches Nationalgefühl und Einheitsstreben im XIX. Jahrhundert. 3 Vorträge (Hochschulvorträge für Jedermann, Hefte 36–38), Seele, Leipzig 1904.
- Kurfürstin Anna von Sachsen. Ein politisches und sittengeschichtliches Lebensbild aus dem XVI. Jahrhundert. Thamm, Halle 1905. In: Ernst Haberland (Hg.): Biographien bedeutender Frauen. Band 5, E. Haberland, Leipzig 1905.
- Zu König Georgs Gedächtnis. Ein Abriß seines Lebens. (Mit einem Porträt) W. Baensch, Dresden 1905.
- Der deutsche Zollverein. Ein geschichtlicher Rückblick. Verlag für Sprach- und Handelswissenschaft, Berlin 1906.
- Gustav Diestel, Otto Kaemmel (Hrsg.): Spamers illustrierte Weltgeschichte. Mit besonderer Berücksichtigung der Kulturgeschichte. 5. Auflage, 10 Bände, Otto Spamers, Leipzig 1914.
  - Band 1: Geschichte des Altertums I. Von den ersten Anfängen der Geschichte bis zum Verfall der Selbständigkeit von Hellas.
  - Band 8: Geschichte der Neuesten Zeit I. Von der Französischen Revolution von 1789 bis zum Österreichischen Feldzuge 1809.
  - Band 9: Vom Beginn des nationalen Kampfes gegen Napoleon I. bis zum Kaisertum Napoleons III. (1808–1852).
- Illustrierte Geschichte der neuesten Zeit. 3 Bände, Spamer, Leipzig 1914. (Herausgegeben mit Otto Kaemmel)
  - Band 1: Von der Französischen Revolution von 1789 bis zum Österreichischen Feldzug 1809.
  - Band 2: Vom Beginn des nationalen Kampfes gegen Napoleon I. bis zum Kaisertum Napoleons III. (1808–1852).
  - Band 3: Von der Thronbesteigung Napoleons III. bis zur Gegenwart.
- Geschichte des deutschen Volkes. 2 Bände, Kröner, Leipzig 1916. (Herausgegeben mit Albert Brause)
  - Band 1: Von den Anfängen bis zum Tode Friedrichs des Großen. (= Kröners Taschenausgabe, Band 19)
  - Band 2: Vom Tode Friedrichs des Großen bis zum Ausbruche des deutsch-französischen Krieges (1870). (= Kröners Taschenausgabe, Band 20)